# Marie-Charlotte Léger
Marie-Charlotte Léger (Abbeville, 13 marzo 1996) è una calciatrice francese, attaccante dell'Olympique Marsiglia.

## Carriera

### Club
Marie-Charlotte Léger si appassiona fin da giovanissima al gioco del calcio, decidendo di tesserarsi con il Fressenneville, società con la quale gioca nelle sue formazioni giovanili fino al 2009, quando si trasferisce all'Abbeville, squadra della sua città natale.
Nell'estate 2012 coglie l'occasione offertale dal Hénin-Beaumont che a 16 anni la inserisce in rosa sia nella formazione impegnata nel campionato nazionale Under-19 che in quella titolare iscritta al campionato di Division 2 Féminine 2012-2013. Grazie anche al suo apporto, 9 reti siglate su 11 incontri disputati, la squadra conquista la promozione in Division 1 Féminine, livello di vertice del campionato francese, per la stagione 2013-2014. La stagione dell'Hénin-Beaumont si rivela difficile, con la squadra che non riesce a staccarsi dalla parte bassa della classifica e che a fine campionato si classifica al decimo posto, a 43 punti e stessi risultati del Saint-Étienne, che però guadagna la salvezza in virtù della migliore differenza reti rispetto alle avversarie.
Durante il calciomercato estivo Léger decide di accettare l'offerta del neopromosso Metz, che con la denominazione Algrange ha conquistato il diritto di disputare la stagione Division 1 Féminine 2014-2015. Veste i colori del Metz per una sola stagione, lasciando la società a fine campionato dopo che si è classificata al decimo posto con conseguente retrocessione in D2, con un tabellino personale di 8 reti su 20 incontri di D1, ai quali si aggiungono anche i due con una rete segnata in Coppa di Francia.
Nell'estate 2015 si trasferisce al Montpellier e già dalla sua prima stagione con la nuova società si conferma una scelta determinante per le posizioni di alta classifica, terminando il campionato come migliore realizzatrice della squadra, 11 reti su 20 incontri disputati, alle quali si aggiungono le 8 reti di Coppa di Francia e la finale, persa 2-1 con le avversarie dell'Olympique Lione.
Grazie al secondo posto ottenuto dal Montpellier in Division 1 Féminine al termine della stagione 2016-2017, Léger ha l'occasione di fare il suo debutto in UEFA Women's Champions League, andando a segno in occasione della partita di ritorno degli ottavi di finale dell'edizione 2017-2018 vinta per 6-0 sulle italiane del Brescia. Rimane al Montpellier fino al termine della stagione 2017-2018, congedandosi dalla società con un tabellino personale di 50 presenze in campionato e 19 reti realizzate.
Durante il calciomercato estivo 2018 si è trasferita in prestito al Fleury, club alla sua seconda stagione consecutiva in Division 1. Tornata al Montpellier per la stagione 2019-2020, ha giocato 14 partite in campionato, la maggior parte delle quali subentrando dalla panchina. All'inizio di gennaio 2021 è stata ceduta in prestito al Soyaux per la seconda parte della stagione 2020-2021, sempre in Division 1.

### Nazionale
Léger inizia ad essere convocata dalla federazione calcistica della Francia nelle proprie nazionali giovanili dal 2012, inizialmente vestendo la maglia della formazione Under-16 per essere impiegata dal tecnico Guy Ferrier nella Francia under 17 nel corso della fase di qualificazione all'edizione 2013 del campionato europeo di categoria, dove la Francia però non riesce ad accedere alla fase finale, superata nella classifica del gruppo 3 dalla Spagna.
Sempre nel 2013 Léger viene convocata dal responsabile della formazione Under-19 Gilles Eyquem per le qualificazioni all'Europeo U19 di Norvegia 2014: anche in questo caso la Francia non riesce a qualificarsi, concludendo al terzo posto nella classifica del gruppo 3. In quell'occasione Léger fa il suo debutto il 21 settembre 2013, nell'incontro vinto per 4-0 sulle avversarie della Slovacchia, mentre due giorni dopo è autrice di una doppietta nell'incontro vinto 7-0 dalla Francia sulla Bulgaria.
Eyquem continua a darle fiducia inserendola in rosa con la formazione impegnata all'edizione 2014 del torneo di La Manga, richiamandola in squadra dopo un anno per le qualificazioni all'Europeo U19 di categoria di Israele 2015. La squadra si rivela competitiva, riuscendo a conquistare l'accesso alla fase finale, dove Léger è protagonista risultando al termine del torneo vicecapocannoniere con tre reti segnate, a pari merito con la spagnola Alba Redondo, e dietro alla svedese Stina Blackstenius (6 reti), sua futura compagna di squadra al Montpellier. Nella semifinale del torneo, Léger ha segnato al 36' la rete del parziale vantaggio della Francia contro la Spagna, pareggiata sei minuti dopo da Andrea Sánchez; terminata la sfida in parità dopo i tempi regolamentari, ai tiri di rigore è proprio Léger a sbagliare il quinto tiro dal dischetto, che ha decretato la sconfitta della Francia, che ha poi affrontato la Svezia per il terzo posto finale.
Eyquem, al quale viene data la direzione tecnica anche della formazione Under-20, la convoca nuovamente nel 2016 per due amichevoli prima e per il mondiale Under-20 di Papua Nuova Guinea 2016 dopo, impiegandola in tutti i sei incontri disputati dalla Francia fino alla finale di Port Moresby del 3 dicembre 2016, dove è la Corea del Nord a laurearsi campione del mondo di categoria vincendo l'incontro per 3-1. Durante il torneo è autrice di una delle due reti con cui la Francia supera la Nuova Zelanda durante la fase a gironi.
Nel frattempo il tecnico Philippe Bergerôo decide di farla debuttare nella nazionale maggiore, nell'amichevole del 19 ottobre 2015 vinta 2-1 sul Brasile, dove al 90' rileva Marie-Laure Delie partita titolare. In seguito, Bergerôo la impiegherà in altre cinque occasioni, sempre per brevi porzioni di gioco, in occasione dell'edizione 2016 della SheBelieves Cup e durante la fase di qualificazione agli europei dei Paesi Bassi 2017, senza poi inserirla in rosa per la fase finale.
Con l'avvicendamento sulla panchina della nazionale affidata a Corinne Diacre dal 2017, la nuova selezionatrice della Francia ritorna a convocarla dopo oltre un anno e mezzo, impiegandola nel 2018 nelle amichevoli con Italia e Nigeria oltre che inserirla in rosa per l'edizione 2018 della SheBelieves Cup.

## Palmarès

### Club
- Campionato francese di seconda divisione: 2

Hénin-Beaumont: 2012-2013
Olympique Marsiglia: 2024-2025